# Ngadiharjo
Ngadiharjo is een bestuurslaag in het regentschap Magelang van de provincie Midden-Java, Indonesië. Ngadiharjo telt 4394 inwoners (volkstelling 2010).